# Intrepid Sea-Air-Space Museum
L'Intrepid Sea-Air-Space Museum est un musée de la ville de New York aux États-Unis consacré à l'histoire maritime, aérospatiale et militaire qui expose plusieurs bateaux-musées.  Le musée présente notamment le porte-avions USS Intrepid en activité durant la Seconde Guerre mondiale, le sous-marin USS Growler, un exemplaire de l'avion supersonique civil Concorde (visite avec supplément) et l'avion de reconnaissance militaire supersonique  Lockheed A-12 Oxcart. Le musée a fait l'acquisition en 2011 de la navette spatiale américaine Enterprise. Le musée, fondé en 1982 pour préserver le porte-avions Intrepid qui devait être démantelé, est situé au niveau de la 46e rue du quartier  West Side dans l'île de Manhattan.

## Engins  exposés

### Appareils militaires américains
- Armée de l'Air américaine :
- Chasseur F-16

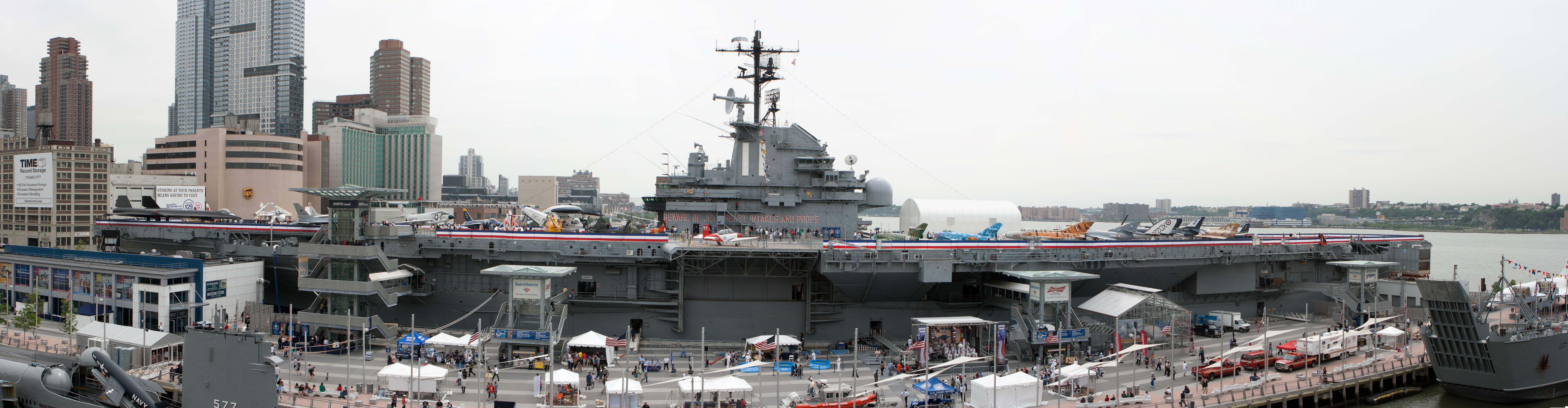
Le porte-avions, ici en 2010, Intrepid est l’emblême du musée.

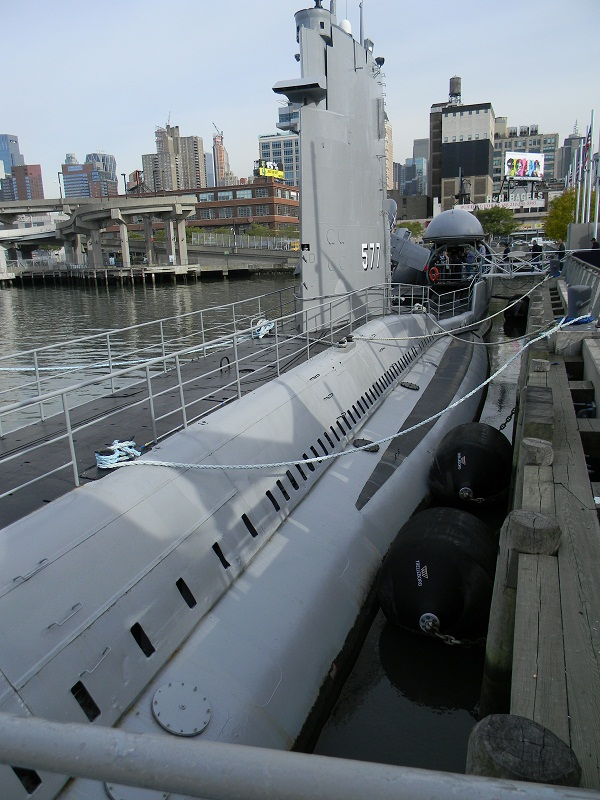
Sous-marin diesel-électrique.

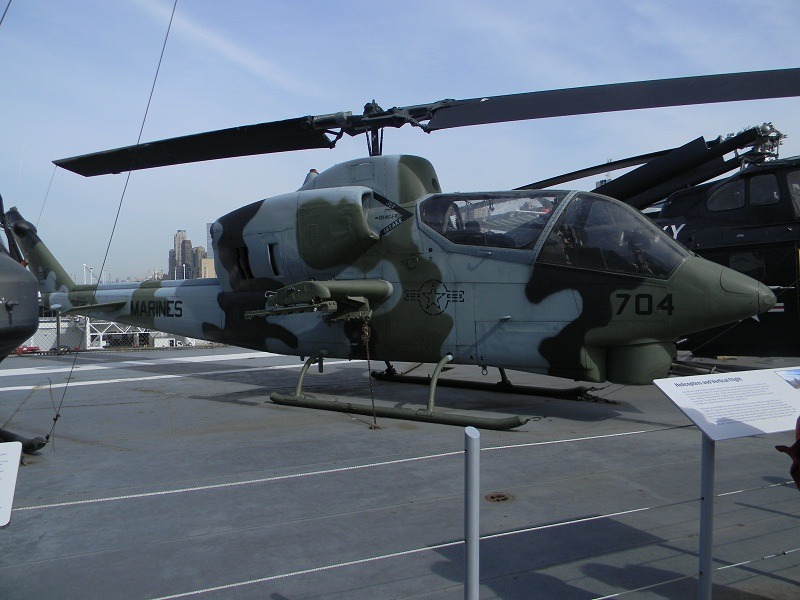
AH-1 Cobra.

- Un avion de reconnaissance Lockheed A-12
- Marine de guerre américaine

- Sous-marin diesel-électrique USS Growler (1989) avec le missile de croisière Régulus.
- Les avions d'attaque au sol embarqué A-4 Skyhawk et A-6 Intruder
- Avion d'entrainement à hélice T-34 Mentor
- Avion torpilleur de la Seconde Guerre mondiale TBM Avenger
- Avion de surveillance aérienne embarqué Grumman E-1 Tracer
- les chasseurs embarqués F-9 Cougar, F3H Demon, F-8 Crusader, FJ-2/-3 Fury, F-11 Tiger, F-14 Tomcat
- Hélicoptère de transport Piasecki H-25
- Marines
- Chasseur-bombardier F-4 Phantom II
- Chasseur à décollage vertical AV-8C Harrier
- F3D Skyknight
- Hélicoptère d'attaque AH-1J Sea Cobra
- Hélicoptères de l'Armée de Terre
- Hélicoptère d'attaque AH-1 Cobra
- UH-1 Iroquois
- Bell 47
- Hélicoptères des garde-côtes
- Sikorsky H-19
- Sikorsky HH-52 Sea Guardian

## Agence spatiale NASA

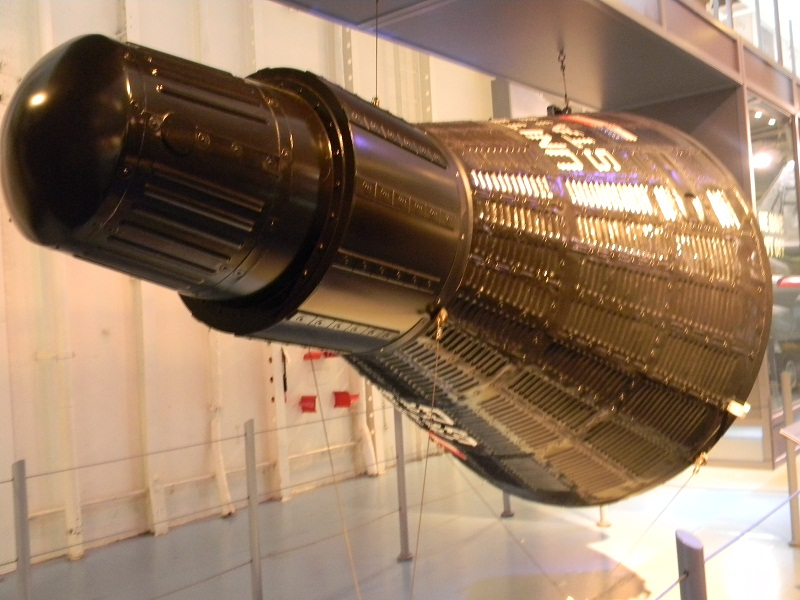
La capsule spatiale de la mission Mercury 7.

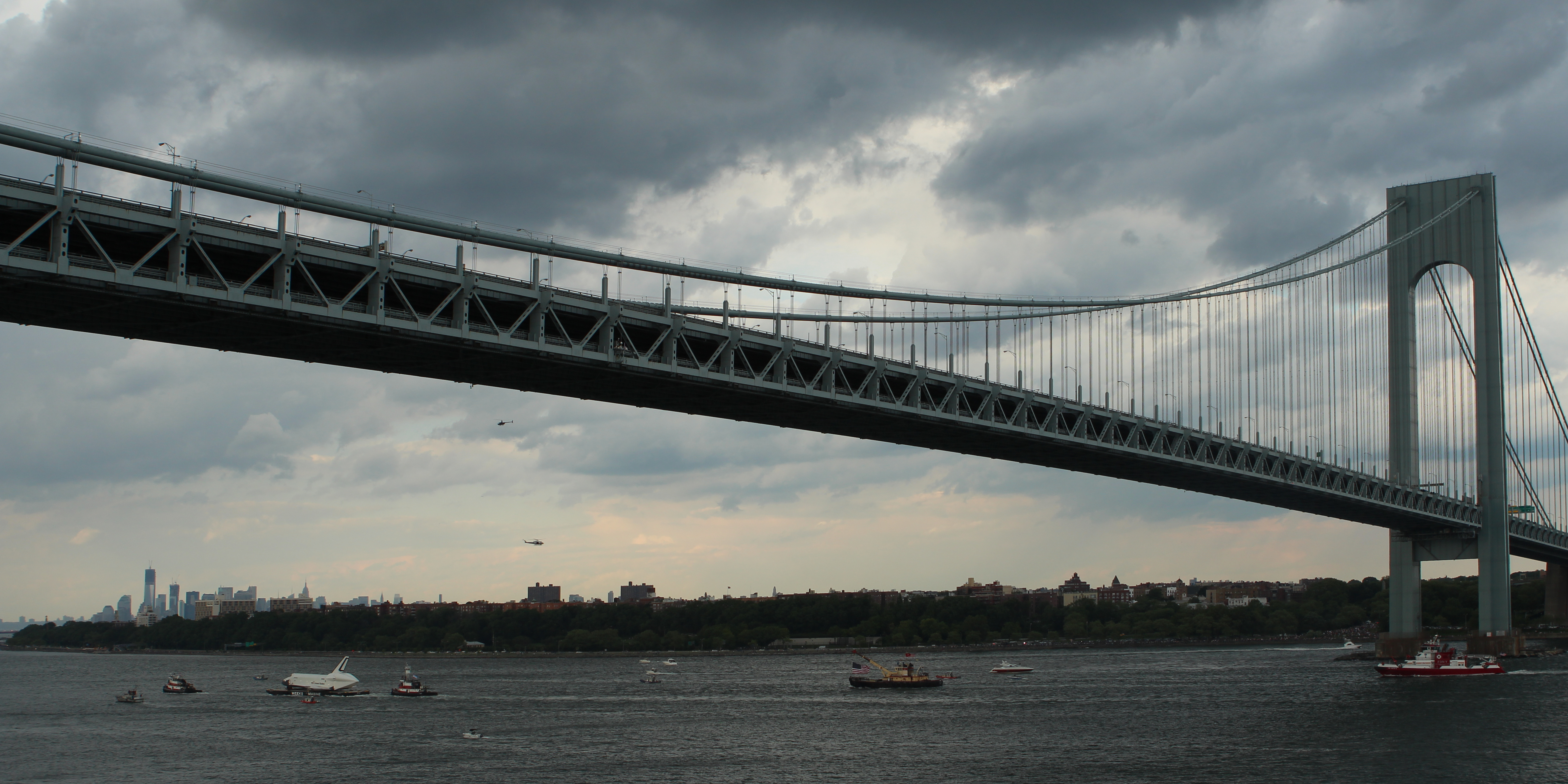
Enterprise sur une barge en direction du musée.

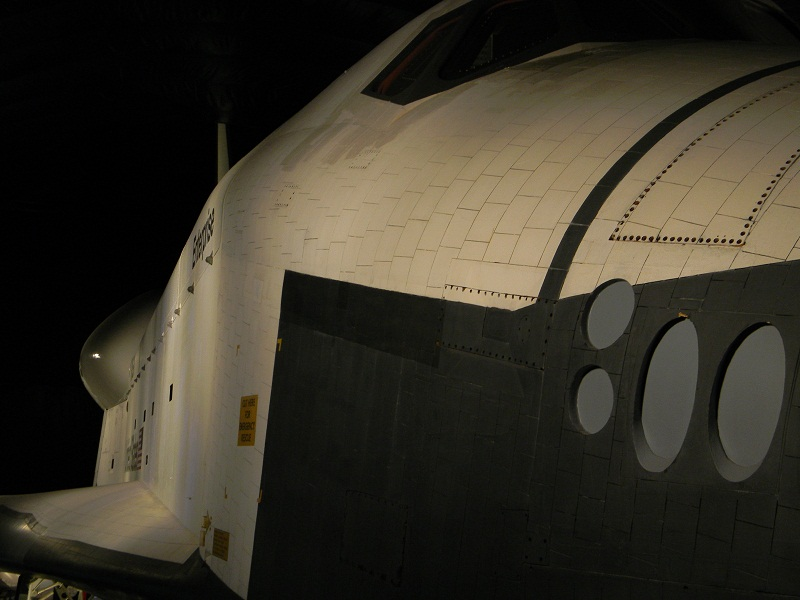
Entreprise à l'Intrepid Sea-Air-Space Museum.

- La capsule spatiale de la mission Mercury 7
- La navette spatiale Enterprise (à partir du 19 juillet 2012-navette prototype, première des 6 navettes construites pour la NASA).

## Avions non américains
- Un  avion de transport supersonique Concorde de British Airways immatriculé  G-BOAD
- Avion d'entrainement italien Aermacchi MB-339
- Chasseur embarqué français Dassault Étendard IV M portant le N° 60 par erreur (en réalité c'est le N°21) le vrai N° 60 se trouve dans un jardin privé dans l'Aveyron. Transfèré en décembre 2018 au Pima Air and Space (AZ)
- Chasseur israélien Kfir (dérivé du chasseur français Mirage V)
- Chasseurs polonais de fabrication russe MiG-15,  MiG-17, MiG-21

### Cinéma
- Une scène du film Benjamin Gates et le Trésor des Templiers est tournée sur le pont du navire.
- Visible dans le film Sully, où l'acteur principal se remémore un passage de sa vie, pilotant le F-4 Phantom II présent sur le pont.